# Montrieux-en-Sologne
Montrieux-en-Sologne település Franciaországban, Loir-et-Cher megyében. Lakosainak száma 636 fő (2022. január 1.). Montrieux-en-Sologne Bauzy, Dhuizon, La Marolle-en-Sologne, Neung-sur-Beuvron, Vernou-en-Sologne és Villeny községekkel határos.

## Népesség
A település népességének változása:
| Lakosok száma | 651  | 481  | 459  | 599  | 667  | 674  | 651  | 637  | 633  | 636  |
|               | 1968 | 1982 | 1990 | 2006 | 2013 | 2015 | 2017 | 2019 | 2020 | 2022 |